# Bioséchage
Le « bioséchage » (Biodrying pour les anglophones) est une technologie de séchage (déshydratation) de matériaux (déchets biodégradables le plus souvent) basée sur la réutilisation de la chaleur produite par la montée en température naturelle d’une matière organique en train de fermenter en présence d’oxygène (c'est l’une des étapes du compostage). Certaines familles de bactéries jouent un rôle essentiel dans ce processus.
Il peut être utilisé dans une installation traitant un flux de déchets organiques pour accélérer le séchage de la matière.

## Intérêts; avantages/inconvénients
1. Avantages : Le séchage de ce type de déchets en réduit le poids total et facilite leur manipulation, ce qui réduit aussi les coûts de manipulation et de transport[1]. 
Il peut être utilisé pour produire certains biocombustibles à partir de déchets. Le bioséchage est source d’économies d’énergie car limitant l’appel aux énergies fossiles et/ou à l'électricité.
2. Limites ou inconvénients : il est plus efficace en région chaude. Il prend plus de temps que les techniques utilisant une source électrique ou thermique classique (ou solaire en région ensoleillée) ; 
il faut jusqu’à huit jours pour « biosécher » ainsi une boue de station d’épuration[2]). 
Il n’a pas de réel pouvoir désinfectant et ne stabilise pas le biodéchets (s’il est encore biodégradable). Un tel déchet entreposé en site d’enfouissement ou en condition humide va continuer à se dégrader et éventuellement produire du méthane (gaz à effet de serre, qui contribue au changement climatique). 
Enfin le processus s’accompagne parfois (pour les matières riches en soufre, ou d’origine animale) d’émissions de diverses substances dont certaines très odorantes[3]. 
Le bioséchage modifie les communautés bactériennes du matériau[4] et il peut aussi modifier la fraction échangeable et la forme de métaux lourds ou métalloïdes toxiques et par suite augmenter leur teneur dans les fumées de combustion (elle augmente avec le temps de bio-séchage), mais en raison de leur volatilité naturelle, des métaux tels que l’arsenic et le mercure ne changent pas ou peu, par contre la libération du plomb (Pb) du zinc (Zn) et du cuivre (Cu) tend à augmenter après le bio-séchage, ce qui a probablement amélioré leur libération.

## Procédés
Les procédés de bioséchage utilisent tous la « chaleur biologique » provenant de la dégradation aérobie de la matière organique (MO) pour compléter une aération plus ou moins forcé de l’installation.
La performance d’une installation peut être évaluée par la mesure de l'évaporation (poids du matériau) mais aussi de la respiration bactérienne.

## Bactéries
Une étude récente (2016) s’est intéressée aux populations bactériennes trouvées dans le matériau tout au long du séchage, et aux relations entre ces communautés bactériennes, l'évaporation de l'eau, la production d'eau, et de la dégradation de la matière organique au cours de la bio-séchage de boues d'épuration.
Ce travail a notamment montré que la diversité bactérienne chute après la forte et rapide montée en température (qui correspond au pic d'évaporation de l'eau), puis cette diversité augmente quand le substrat se refroidit.
Les communautés « thermophiles » sont principalement constituées de deux genres (Acinetobacter et Bacillus, dominants) qui contribuent à éliminer ou réduire de manière efficace de nombreux agents pathogènes initialement présents dans la matière organique.

## Prospective
Le bioséchage est de plus en plus appliqué dans les traitements biologiques et mécaniques commerciaux, et il continue à faire l’objet développements, notamment pour des produits à haut taux de rétention d’eau tels que des boues d'épuration papetières ou déchets de pâte à papier, déchets riches en sel…